# Alfred Reinhardt
Alfred Reinhardt (* 3. März 1928) ist ein ehemaliger deutscher Fußballspieler und Nationalspieler der DDR.

## Sportliche Laufbahn
Als 1950 die als 2. Liga unter der DDR-Oberliga konzipierte DDR-Liga ihren Spielbetrieb aufnahm, hatte sich auch die BSG Schuhmetro Weißenfels qualifiziert. Zum Aufgebot der Mannschaft gehörte der 22-jährige Alfred Reinhardt, der künftig auf der Rechtsaußenposition für die Weißenfelser stürmen sollte. Er tat sich bereits in seiner ersten Ligasaison mit guten Leistungen hervor, sodass er im August 1951 in die DDR-Studentenauswahl berufen wurde, die an einem Turnier bei den Weltjugendfestspielen in Ostberlin teilnahm.
1952 wurde die DDR in den Fußballweltverband FIFA aufgenommen und trug ihre ersten Länderspiele aus. Nachdem die ersten beiden Spiele verloren gegangen waren und nur ein Tor erzielt wurde, suchte Nationaltrainer Willi Oelgardt nach Alternativen im Sturm. Am 14. Juni 1953 bot er für das Spiel gegen Bulgarien in Berlin vier neue Stürmer auf, unter denen sich auch Alfred Reinhardt befand, der auf der halbrechten Stürmerposition eingesetzt wurde. Das Spiel ging diesmal zwar nicht verloren, doch beim 0:0 versagten die Stürmer erneut.
Das nächste Länderspiel wurde fast ein Jahr später ausgetragen und es kam mit Hans Siegert ein neuer Trainer. Alfred Reinhardt erhielt keine weiteren Berufungen in die A-Nationalmannschaft, zum einen, weil er auch in der Saison 1954/55 noch immer mit Weißenfels in der Zweitklassigkeit spielte, und zum anderen, weil sich in der Zwischenzeit mit Horst Assmy und Günter Schröter zwei Spieler auf seiner Position in der Nationalmannschaft etabliert hatten. Reinhardt wurde nur noch einmal in der B-Nationalmannschaft eingesetzt.
Obwohl seine inzwischen in Fortschritt Weißenfels umbenannte Mannschaft 1955 in die Oberliga aufstieg und dort bis 1960 teilweise gute Ergebnisse erzielte, blieb Reinhardt Weißenfels einziger Nationalspieler. Mit seinen 28 Toren in 116 Spielen war Reinhardt maßgeblich an den fünf – inklusive der Übergangsrunde 1955 – Oberligaspielzeiten der Weißenfelser beteiligt. Er hielt seiner Mannschaft auch die Treue, als sie nach der Abstiegssaison 1960 wieder in der zweitklassigen DDR-Liga spielen musste. Mit Abschluss der Saison 1961/62 beendete Reinhardt mit 34 Jahren seine aktive Fußball-Laufbahn.

## Stationen
- bis 1962: Fortschritt Weißenfels